# Mooshof (Nürnberg)
Mooshof ist ein Stadtteil im Norden von Nürnberg und der Name des statistischen Bezirks 85.
Der Bezirk Mooshof befindet sich zwischen Almoshof und Ziegelstein auf der nördlichen Seite der Marienbergstraße.  

## Lage
Mooshof wird im Osten durch die Rathsbergstraße und im Süden durch die Marienbergstraße begrenzt. Im Norden liegt der Flughafen. Am Fritz-Munkert-Platz mit der U-Bahnhof Ziegelstein befindet sich ein Wohnzentrum. Hier treffen sich die Bezirke Marienberg, Mooshof und Ziegelstein.

## Wirtschaft und Naherholung
An der Marienbergstraße entstand die traditionelle Gaststätte Tucherhof auf einem ehemaligen Gutshof der Familie Tucher. Der östliche Teil der Marienbergstraße ist die Verlängerung des Bierwegs von Ziegelstein. Auf dem Gelände des ehemaligen Autokinos entstanden zwei große Autohäuser. Die von Gewerbe und Dienstleistungen geprägte Nordseite der Marienbergstraße kontrastiert mit dem gegenüberliegenden Naturgelände des Volksparks Marienberg. Im nordöstlichen Teil von Mooshof befindet sich das Gewerbegebiet an der Andernacher Straße. Der Hirschsprunggraben durchfließt das Gebiet im Osten von Ost nach West.

## Bildung
In Marienberg und Ziegelstein gibt es mehrere Kindergärten, Horte, Krippen und zwei der Netz-für-Kinder-Gruppen – eine altersübergreifende Einrichtung für Kinder von zwei bis zwölf Jahren. In Ziegelstein können Kinder die Grund- und Teilhauptschule besuchen. 

## Verkehrsanbindung
Mit dem Auto benötigt man etwa zehn Minuten in die Innenstadt. Ins öffentliche Verkehrsnetz ist Mooshof mit zwei Buslinien eingebunden. Am Fritz-Munkert-Platz befindet sich zudem eine U-Bahn-Station. Die U2 fährt direkt den Nürnberger Hauptbahnhof an.